# Legions
Legions – siódmy album studyjny thrash metalowego zespołu Artillery wydany 26 listopada 2013 roku przez wytwórnię Metal Blade Records.

## Lista utworów
1. „Chill My Bones (Burn My Flesh)” – 6:06
2. „God Feather” – 5:13
3. „Legions” – 4:37
4. „Wardrum Heartbeat” – 5:52
5. „Global Flatline” – 6:57
6. „Dies Irae” – 4:54
7. „Anno Requiem” – 4:14
8. „Enslaved to the Nether” – 5:28
9. „Doctor Evil” – 5:53
10. „Ethos of Wrath” – 6:05

## Twórcy
| Artillery w składzie - Michael Bastholm Dahl – wokal - Michael Stützer – gitara, wokal wspierający - Morten Stützer – gitara, gitara basowa, wokal wspierający - Peter Thorslund – gitara basowa, wokal wspierający - Josua Madsen – perkusja, instrumenty perkusyjne, wokal wspierający | Gościnnie - Jane Clark – skrzypce Personel - Søren Andersen – realizacja nagrań, miksowanie, mastering, instrumenty klawiszowe, wokal wspierający - Mircea Gabriel Eftemie – projekt okładki, projekt graficzny - John „Johnson” Mortensen – zdjęcia |